# 법정 (2014년 영화)
법정(Court)은 인도에서 제작된 차이타니아 탐하네 감독의 2014년 드라마 영화이다. 비벡 곰버 등이 주연으로 출연하였고 비벡 곰버 등이 제작에 참여하였다.

## 출연

### 주연
- 비벡 곰버